# Jörg Abderhalden
Jörg Abderhalden (* 28. August 1979) ist ein ehemaliger Schweizer Schwinger. Er ist der Schwingerkönig der Eidgenössischen Schwing- und Älplerfeste von Bern (1998), Luzern (2004) und Aarau (2007). Neben seinen drei Königstiteln hat er neben Christian Stucki als einziger Schwingerkönig auch noch das Unspunnenfest (1999) und das Kilchberger Schwinget (2002), die nur alle sechs Jahre stattfinden, gewonnen. Dieser Erfolg wird auch als «Schwinger-Grand-Slam» bezeichnet.

## Karriere als Schwinger
Jörg Abderhalden war der dominierende Schwinger in den Jahren 1998 bis 2007, in denen er an allen eidgenössischen Anlässen, an denen er teilnahm, siegte oder in den Schlussgang vordrang. Seine grössten Rivalen waren Arnold Forrer, Martin Grab und Stefan Fausch. Forrer war auch einer seiner Trainingspartner im Schwingclub Wattwil, und Abderhalden stellte gegen ihn im Schlussgang am Eidgenössischen Schwing- und Älplerfest in Nyon (2001), was Forrer reichte, um Schwingerkönig zu werden. Gegen Grab verlor Abderhalden im Schlussgang des Unspunnenfests von 2006. Gegen Fausch gewann Abderhalden den Schlussgang am Eidgenössischen Schwing- und Älplerfest in Aarau (2007), worauf er zum dritten Mal Schwingerkönig wurde, was vor ihm nur Ruedi Hunsperger und Hans Stucki gelungen war. Nachher erlitt Abderhalden schwere Verletzungen an der Schulter (2008) und am Knie (2009). Im Jahr 2010 kämpfte sich Jörg Abderhalden jedoch nochmals an die Spitze, gewann drei Kranzfeste und klassierte sich am Eidgenössischen in Frauenfeld im zweiten Rang, nachdem er in der direkten Begegnung gegen seinen Nachfolger als Schwingerkönig, Kilian Wenger, verloren hatte.
In seiner Karriere gewann Abderhalden fünf Eidgenössische Kränze (dreimal Schwingerkönig, viermal im Schlussgang, je ein zweiter und dritter Rang). Zu seinen Erfolgen zählen zudem 15 Teilverbandskränze (davon 11 Siege), 14 Bergkränze (8 Siege) sowie 51 Kantonalkränze (29 Siege). Das Nordostschweizerische Schwingfest gewann er achtmal (1998 bis 2000, 2004 bis 2007, 2010) und das St. Galler Kantonale Schwingfest siebenmal (1999 bis 2001, 2004, 2006, 2008 und 2010). Abderhalden hat insgesamt 85 Kränze, davon 51 als Kranzfestsieger, gewonnen. Am 14. Oktober 2010 gab er seinen Rücktritt bekannt.

## Leben
Abderhalden stammt aus dem Toggenburg. Wohnhaft ist der hauptberufliche Schreiner mit Berufsmatura in Nesslau. Seine jüngere Schwester Marianne Thöni-Abderhalden war als Skirennfahrerin aktiv, ist aber zurückgetreten. Mit seiner Frau Andrea Abderhalden-Hämmerli hat er drei Kinder. Am 12. Januar 2008 wurde er zum Schweizer des Jahres 2007 gewählt.
Seit August 2018 ist Abderhalden als Schiedsrichter in der Fernsehsendung Samschtig-Jass tätig.